# Graminella planus
Graminella planus är en insektsart som beskrevs av Delong 1924. Graminella planus ingår i släktet Graminella och familjen dvärgstritar. Inga underarter finns listade i Catalogue of Life.